# Dinara
Pour les articles homonymes, voir Dinara (sommet) et Dinara Safina.
Le mont Dinara est une des plus grandes montagnes située à la frontière entre la Croatie et la Bosnie-Herzégovine. Son nom latin est Adrian oros et son nom actuel dériverait d’une ancienne tribu illyrienne vivant dans le passé sur son versant est.

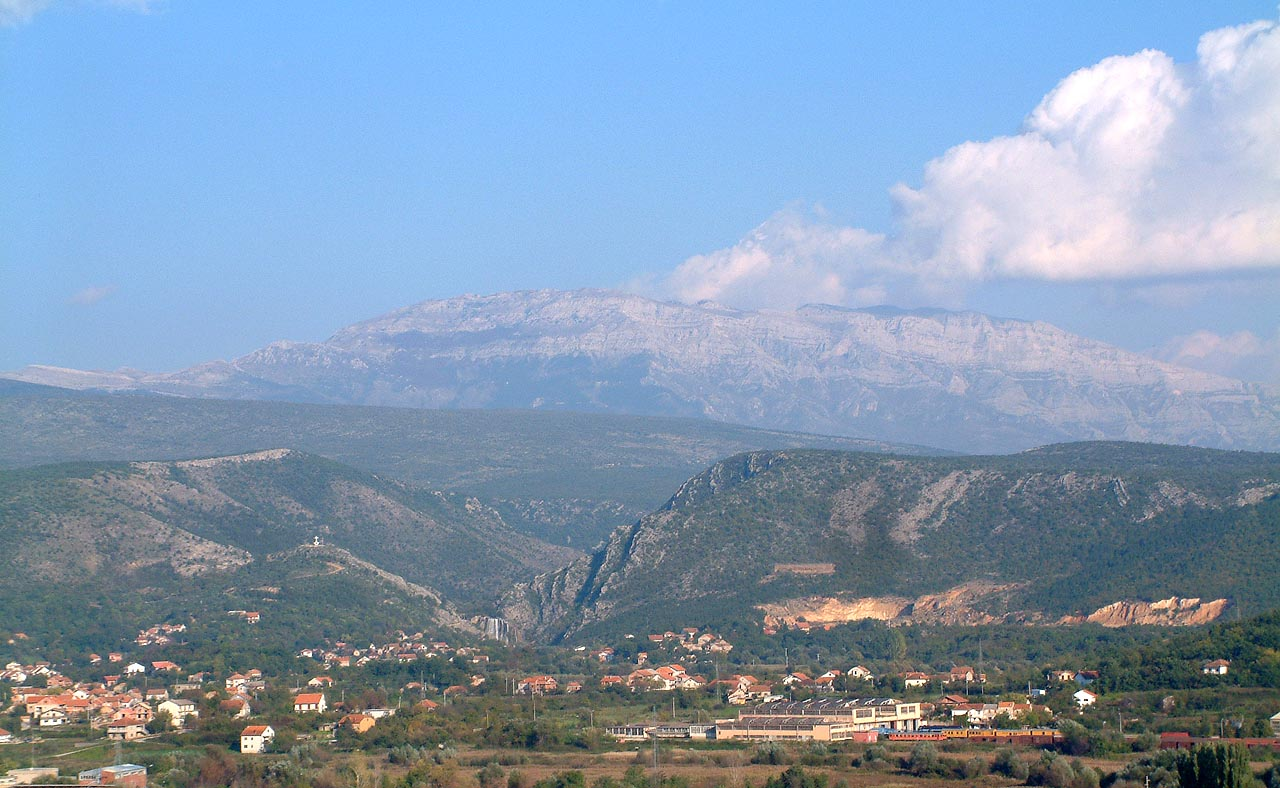
Le mont Dinara.

Son nom est à la base du nom des Alpes dinariques. La montagne a une largeur allant jusque 10 km et ses pics les plus hauts sont le Troglav (1 912 m) (« Trois pics »), le Kamešnica (1 855 m), le Dinara (1 831 m) et l'Ilica (1 654 m). Le Dinara est le point culminant de la Croatie.
Bien qu’assez éloigné de la mer Adriatique, le climat est fortement méditerranéen. La montagne marque la limite entre la zone tempérée par la mer et la zone montagneuse avec un climat plus rude. La zone est très peu peuplée.
Le mont Dinara abrite une espèce endémique de campagnol qui est en danger de disparition.
La rivière Krka prend sa source au pied du mont puis s'écoule en direction de l'Adriatique sur 72 km.

## Ascension
L'orientation du massif va du nord-ouest vers le sud-est, en proposant à la vue une barre rocheuse difficilement franchissable depuis le côté croate. L'ascension du sommet du même nom, appelé aussi Sinjal, s'effectue plus facilement par ses flancs, au relief plus régulier, et surtout depuis le sud-est.
Près d'un kilomètre après le village de Kijevo, une étroite route asphaltée part en direction du nord-est, jusqu'au lieu-dit de Glava et un parking sur ses hauteurs. De là part un sentier — durée totale indiquée de 5 heures — très bien marqué au moyen de ronds rouge-blanc ou de simples traits rouges. Celui-ci longe tout d'abord une ruine de chateau. L'ascension est rapidement en terrain dégagé, sans ombre possible une fois passée la source d'eau de Gornji Bunar. Peu après, deux variantes de durée équivalente — 3 heures — s'offrent au randonneur pour rejoindre le sommet : 
- via le refuge Drago Grubać (sud-ouest) à 1 645 mètres d'altitude. Peu après ce refuge, le chemin longe la crête ou son versant nord-ouest. La construction sommitale de couleur rouge est visible de loin ;
- ou via le refuge Martinova Košara (nord-est), visible de loin du fait du drapeau croate implanté juste à ses côtés.

Un petit abri de couleur rouge vif a été construit au sommet. Une croix a été construite à une dizaine de mètres, orienté vers la Bosnie.